# Jürgen Becker (Staatssekretär)
Jürgen Becker (* 5. Mai 1953 in Troisdorf) ist ein deutscher Jurist und war von November 2009 bis 2013 beamteter Staatssekretär im Bundesministerium für Umwelt, Naturschutz und Reaktorsicherheit.

## Ausbildung und Beruf
Nach dem Abitur am Anno-Gymnasium Siegburg studierte Becker Rechtswissenschaften in Bonn und trat nach Beendigung des Studiums in den Staatsdienst ein. 1986 wurde Becker Mitarbeiter in der Abteilung Rentenversicherung im Bundesministerium für Arbeit und Sozialordnung. Anschließend wurde er Persönlicher Referent bei Bundesminister Norbert Blüm, bevor er als Büroleiter bei Wolfgang Vogt und Horst Günter eingesetzt wurde. Nach seiner Beförderung zum Ministerialrat folgte die Berufung als Unterabteilungsleiter Haushalt und Organisation und später zum Ministerialdirektor als Leiter der Zentralabteilung. Ab 1998 leitete er die Unterabteilung Soziales Entschädigungsrecht. Im Jahr 2009 berief ihn Norbert Röttgen als Staatssekretär ins Bundesministerium für Umwelt, Naturschutz und Reaktorsicherheit, er behielt diesen Posten auch unter dessen Nachfolger Peter Altmaier. Er ist als Rechtsanwalt tätig.
Becker ist seit 1978 Ratsherr der Stadt Siegburg und seit 1984 Fraktionschef der CDU. Von 1994 bis 1995, von 1999 bis 2009 sowie seit 2014 ist er Mitglied des Kreistags des Rhein-Sieg-Kreises.

## Privat
Jürgen Becker ist römisch-katholisch getauft, verheiratet mit der ehemaligen Staatssekretärin Elisabeth Winkelmeier-Becker und hat drei Kinder.

## Auszeichnungen
- 2019: Bundesverdienstkreuz am Bande[2]